# Música Temprana

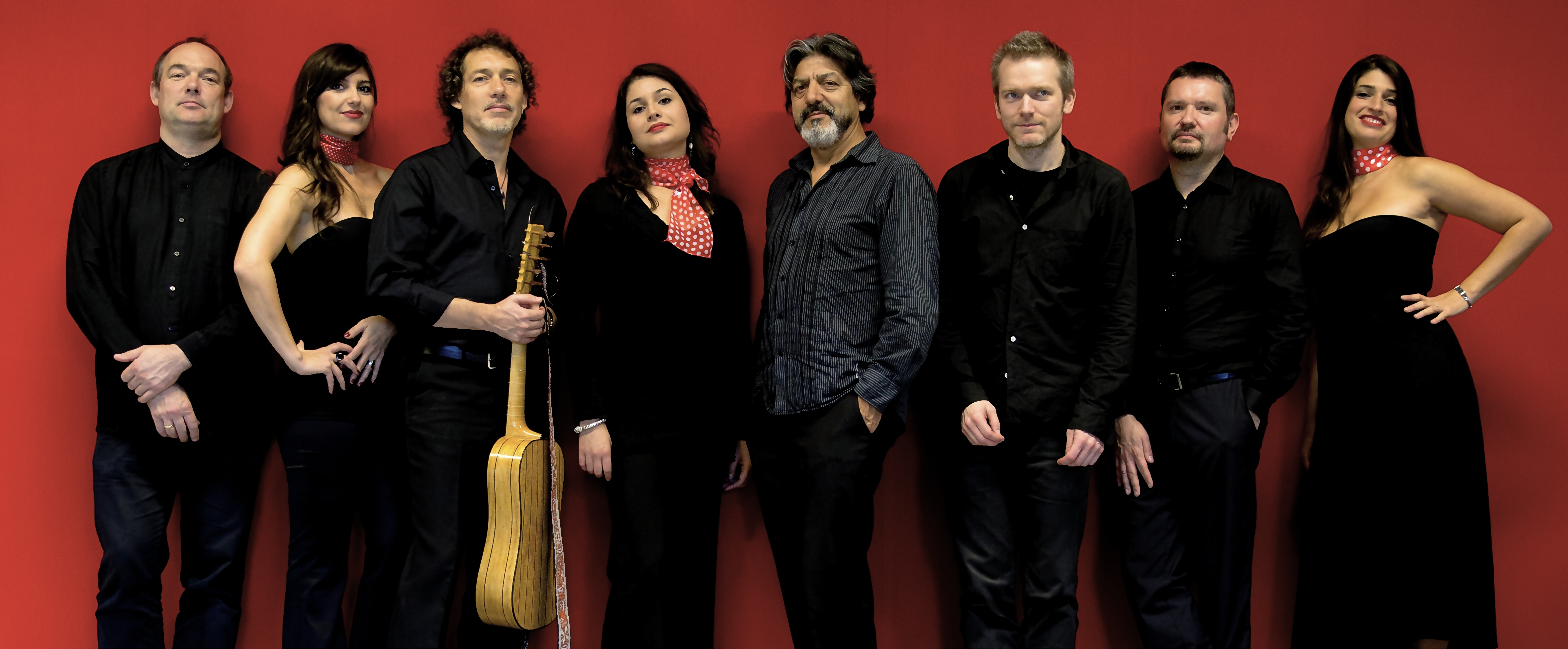

Música Temprana is een muziekensemble dat in 2001 werd opgericht in Nederland. Het ensemble is gespecialiseerd in Latijns-Amerikaanse muziek uit de periode van de renaissance en de barok. 
Het ensemble voert repertoire uit van de periode van de renaissance en de barok. Zo brengen ze de muzikale ontwikkeling van Latijns-Amerika in kaart vanaf begin 16e eeuw tot en met de ontwikkeling van de barokmuziek van Latijns-Amerikaanse bodem. Het repertoire van het ensemble is veelal het resultaat van het onderzoek van de oprichter en dirigent, Adrián Rodríguez Van der Spoel. 
Het ensemble heeft optredens verzorgd op festivals als het Festival Oude Muziek Utrecht, de Trigonale in Oostenrijk, het Oude Muziek Festival in Stockholm, Laus Polyphoniae en het Festival van Vlaanderen in België, het Mozart Festival in Rovereto (Italië) en Musica Sacra in Maastricht. Verder heeft Música Temprana verschillende concert-tournees gedaan in Latijns-Amerika, met name in Bolivia, Costa Rica, Argentinië en Ecuador. In Nederland trad het verder onder andere op in zalen als Muziekgebouw aan 't IJ, TivoliVredenburg en Amare. 
Música Temprana werd positief gerecenseerd in onder andere de Volkskrant, NRC, Eindhovens Dagblad, Allmusic en Luister.
Enkele projecten van het ensemble waren de integrale opname van de Codex Trujillo del Perú, de reconstructie van barokviolen uit de Chiquitos in Bolivia (inclusief concerten) en de geënsceneerde versies van de Ensaladas van Mateo Flecha en van de madrigaal-comedie Il festino van Adriano Banchieri.
In 2024 was Música Temprana artist in residence van het Festival Oude Muziek Utrecht.

## Discografie
- In Terra Aliena (2024)
- Melancolía (2021)
- Muy hermosa es María (2018)
- La Esfera de Apolo (2017)
- Misa Criolla (2014)
- Bailes, Tonadas & Cachuas (2013)
- Iyaî Jesucristo (2009)
- Avecillas sonoras (2007)
- Al Uso de Nuestra Tierra (2002)